# Parque de Cervantes
El parque de Cervantes (en catalán: Parc de Cervantes) se encuentra en el barrio de Pedralbes, perteneciente al distrito de Les Corts, en Barcelona. Se halla entre la avenida Diagonal y la avenida de Esplugues (en un tramo que se corresponde con la Ronda de Dalt), justo en el límite con el término municipal de Esplugas de Llobregat. 
Inaugurado en 1965, está especializado en rosales. Tiene una extensión de 87 665 m².

## Localización
Parque de Cervantes, av. Diagonal 708-716, Pedralbes, distrito de Les Corts, Barcelona, 08038 España. 
Entrada gratuita todos los días de la semana a lo largo de todo el año.

## Historia y descripción

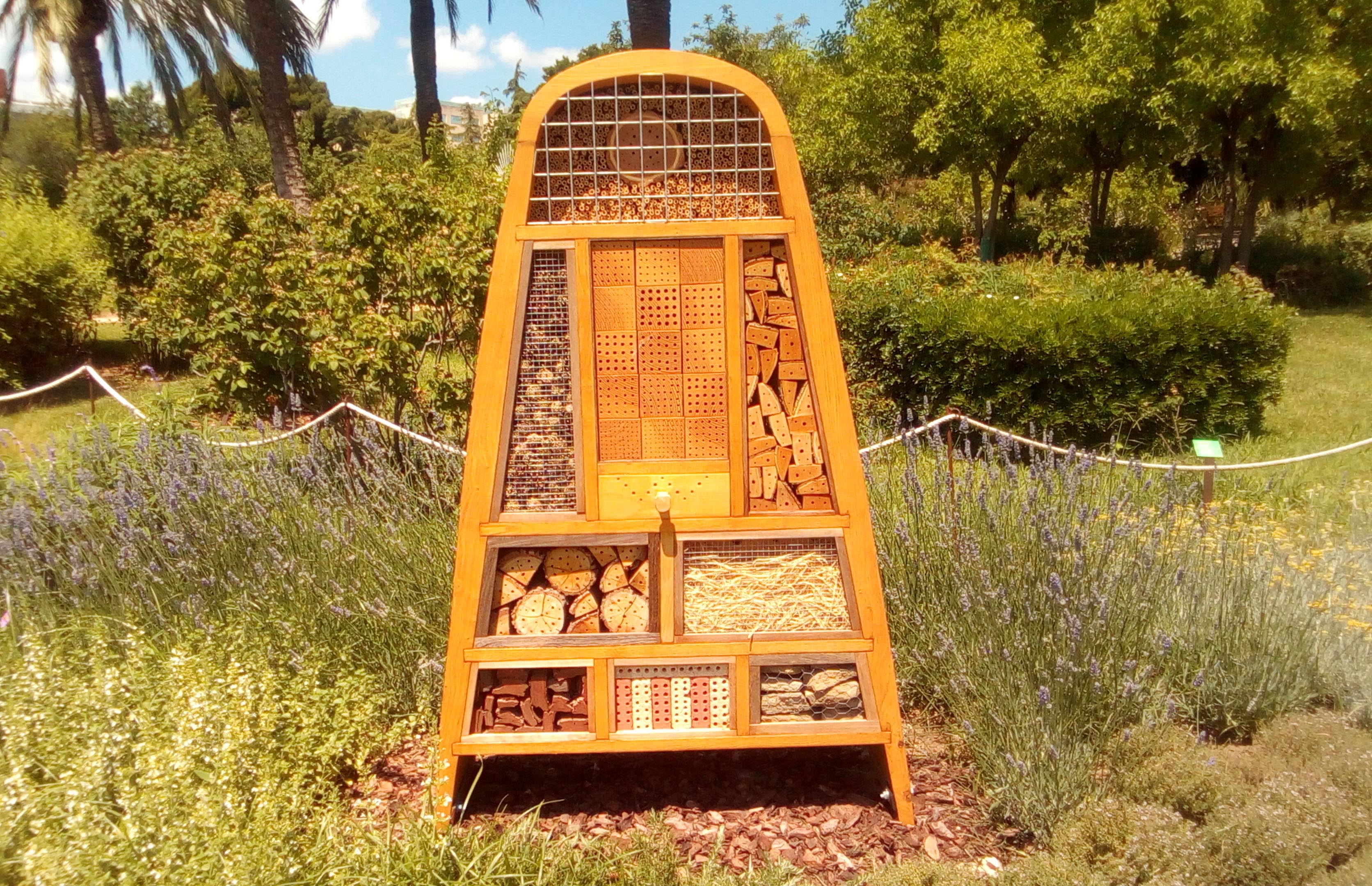
Hotel de abejas y avispas

El parque está ubicado en la zona donde antes se encontraba el torrente Estela, que transportaba el agua que descendía desde la cima de Sant Pere Màrtir. 
Fue diseñado por Lluís Riudor i Carol, director entonces del Servicio Municipal de Parques y Jardines de Barcelona. Inaugurado en 1965, destaca por la gran variedad de rosales, planta a la que está dedicado este parque de manera especial, con un conjunto de unos 11 000 rosales de unas 245 variedades distintas. 
Por la climatología mediterránea de Barcelona estos rosales están en floración prácticamente desde abril hasta noviembre, aunque entre mayo y junio alcanzan el cénit en su floración, que otorga a este parque de una singular belleza. 
Cada año se celebra en este parque un concurso de rosas nuevas, que son bautizadas con diversos nombres por sus creadores. 
Además de los rosales, en el parque hay varias zonas de césped y pequeñas arboledas, así como una zona de juegos infantiles, mesas de ping-pong y zona de pícnic. También hay varias pérgolas que generan zonas de sombra.
Uno de los rosales de este parque —concretamente una rosa de bambú (Rosa multiflora watsoniana)— está titulado Solidaridad con Japón, en recuerdo de las víctimas del tsunami ocurrido el 11 de marzo de 2011 en este país asiático. El rosal fue plantado por el alcalde de la ciudad, Jordi Hereu, el 11 de abril de 2011 (un mes después del terremoto), acompañado del cónsul general de Japón en Barcelona, Hideiro Tsubaki. Junto al rosal se colocó un cartel con la inscripción «Rosa multiflora watsoniana. Rosa bambú (nombre popular en Japón). Originaria de Japón. En recuerdo de las víctimas y todas las personas afectadas por la tragedia causada por el terremoto y posterior tsunami en Japón el 11 de marzo de 2011».

## Vegetación

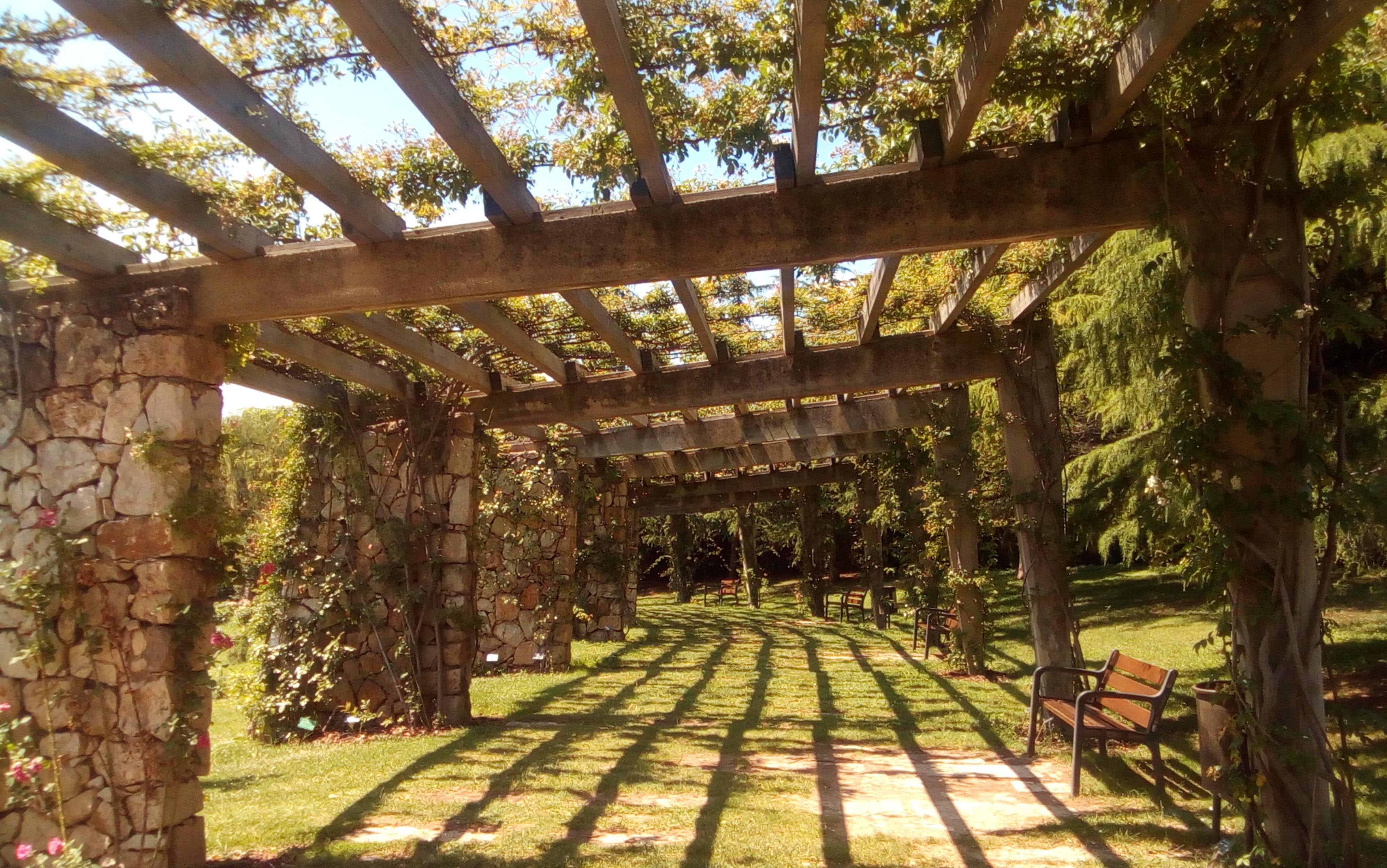
Pérgola

La vegetación es esencialmente mediterránea, y además de rosales (Rosa gallica, Rosa X centiflora, Rosa X alba, Rosa moschata, Rosa rugosa, Rosa pimpinelifolia, Rosa chinensis, etc.) se pueden apreciar variedades como: adelfa (Nerium oleander), olmo de Siberia (Ulmus pumila), tipuana (Tijuana tipu), tilo (Tilia europaea), acacia (Robinia pseudoacacia), acacia de Constantinopla (Albizia julibrissin), encina (Quercus ilex), pino piñonero (Pinus pinea), pino carrasco (Pinus halepensis), cedro del Himalaya (Cedrus deodara), ciprés (Cupressus sempervirens y Cupressus macrocarpa), ciprés de Arizona (Cupressus glabra 'Glauca'), olivo (Olea europaea), pimentero falso (Schinus molle), árbol del paraíso (Melia azederach), castaño de Indias (Aesculus hippocastanum), tuya gigante (Calocedrus decurrens), árbol del corral (Erythrina crista-galli), cerezo de flor (Prunus serrulata), peral (Pyrus communis), caqui (Diospyros kaki), manzano (Pyrus malus), membrillo (Cydonia oblonga), ciruelo de jardín (Prunus cerasifera), jinjolero (Ziziphus jujuba), palmera datilera (Phoenix dactylifera), pata de vaca (Bauhinia grandiflora), tejo (Taxus baccata), ombú (Phytolacca dioica), etc.

## Arte público

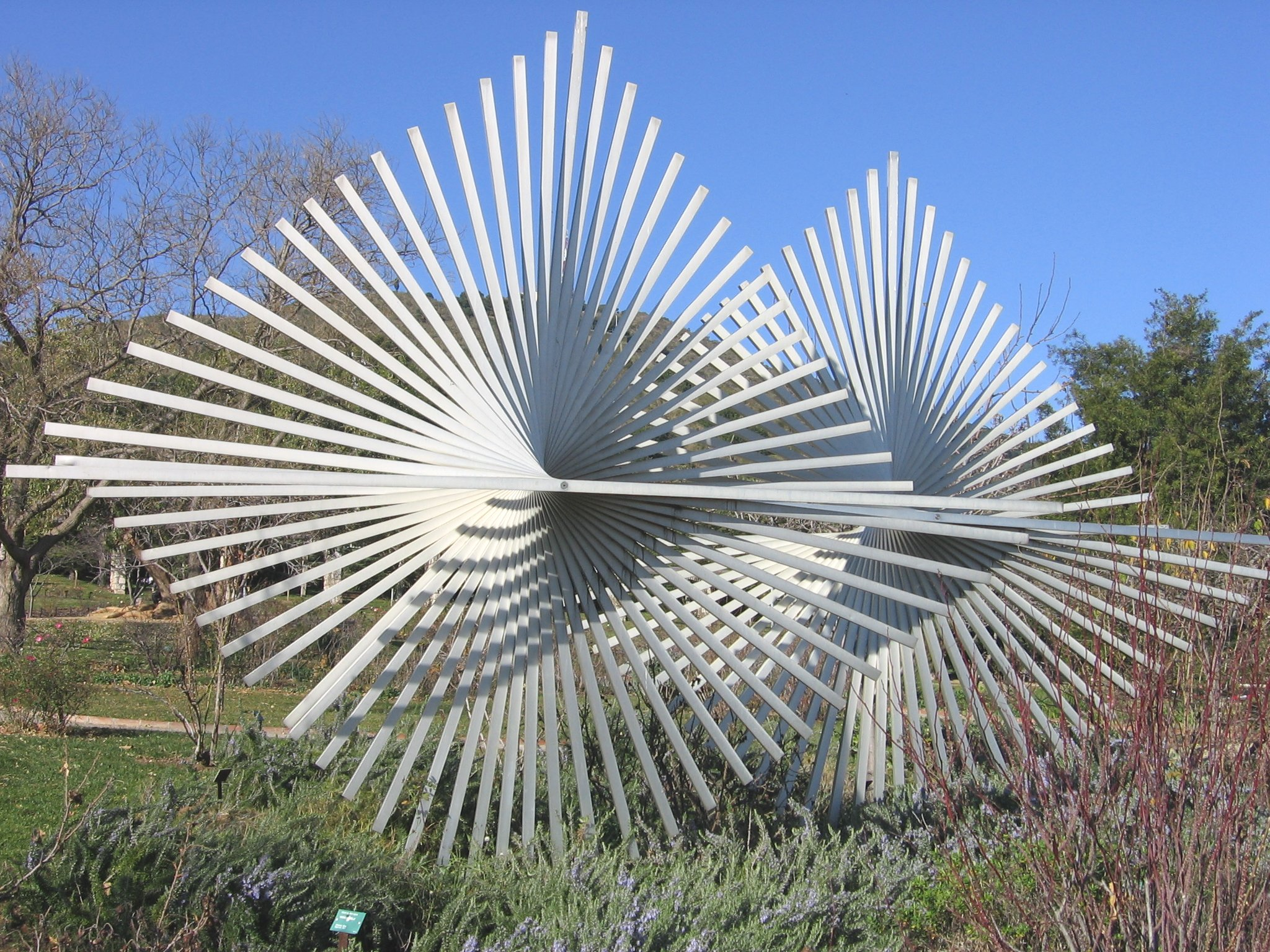
Rombos gemelos, de Andreu Alfaro

Dentro del parque se encuentran varias esculturas y placas conmemorativas:
- Rombos gemelos: escultura de Andreu Alfaro realizada en 1977, confeccionada en aluminio anodizado, con unas dimensiones de 4,50 x 6,23 x 3,49 m. Se trata de dos rombos gemelos, formados por diversas barras compuestas por líneas formadas por generatrices, al estilo del constructivismo de las primeras vanguardias.[4]
- Serenidad: escultura de Eulàlia Fàbregas de Sentmenat, obra en mármol blanco de 1964, de 1,53 x 0,82 x 1,02 m. Colocada en ocasión de la «Conmemoración de los 25 años de paz franquista», se la comoce también como Mujer arrodillada o La Chata (por un golpe en la nariz). Se trata de un desnudo, de tradición novecentista e inspiración mediterránea, en la líne de escultores como Aristide Maillol, Enric Casanovas o Josep Clarà.[5]
- Adán: escultura de Jacinto Bustos Vasallo, realizada en piedra artificial y placa de latón en 1968, y colocada en el parque en 1993 (en 2005 fue trasladada a un espacio más aislado, para evitar vandalismos), con unas dimensiones de 0,96 x 1,65 x 0,77 m. Se trata de un desnudo masculino, en pose reclinada, de estilo clásico, con volúmenes sólidos y líneas fluidas.[6]
- Barcelona a Cervantes: placa conmemorativa diseñada por Carme Hosta, ejecutada en piedra de Montjuïc con unas dimensiones de 1,10 x 0,75 m. Fue colocada en 2005, como homenaje de la ciudad al escritor de Alcalá de Henares, en el cuarto centenario de la edición de Don Quijote.[7]
- A Concha Espina: placa conmemorativa del escultor Juan Díaz de la Campa, realizada en 1969 en piedra con relieves de bronce, de 1,88 x 1,20 x 0,89 m. Fue una donación de la Peña Bolística Cántabra para honrar a esta escritora de su comunidad.[8]
- A Ángel Ganivet: placa conmemorativa realizada por Jaume Monràs en 1965, obra confeccionada en piedra de 1,28 x 0,64 x 0,18 m. Se trata de un monolito en honor del escritor y diplomático Ángel Ganivet, promovido por el Instituto de Estudios del Sur de España.[9]

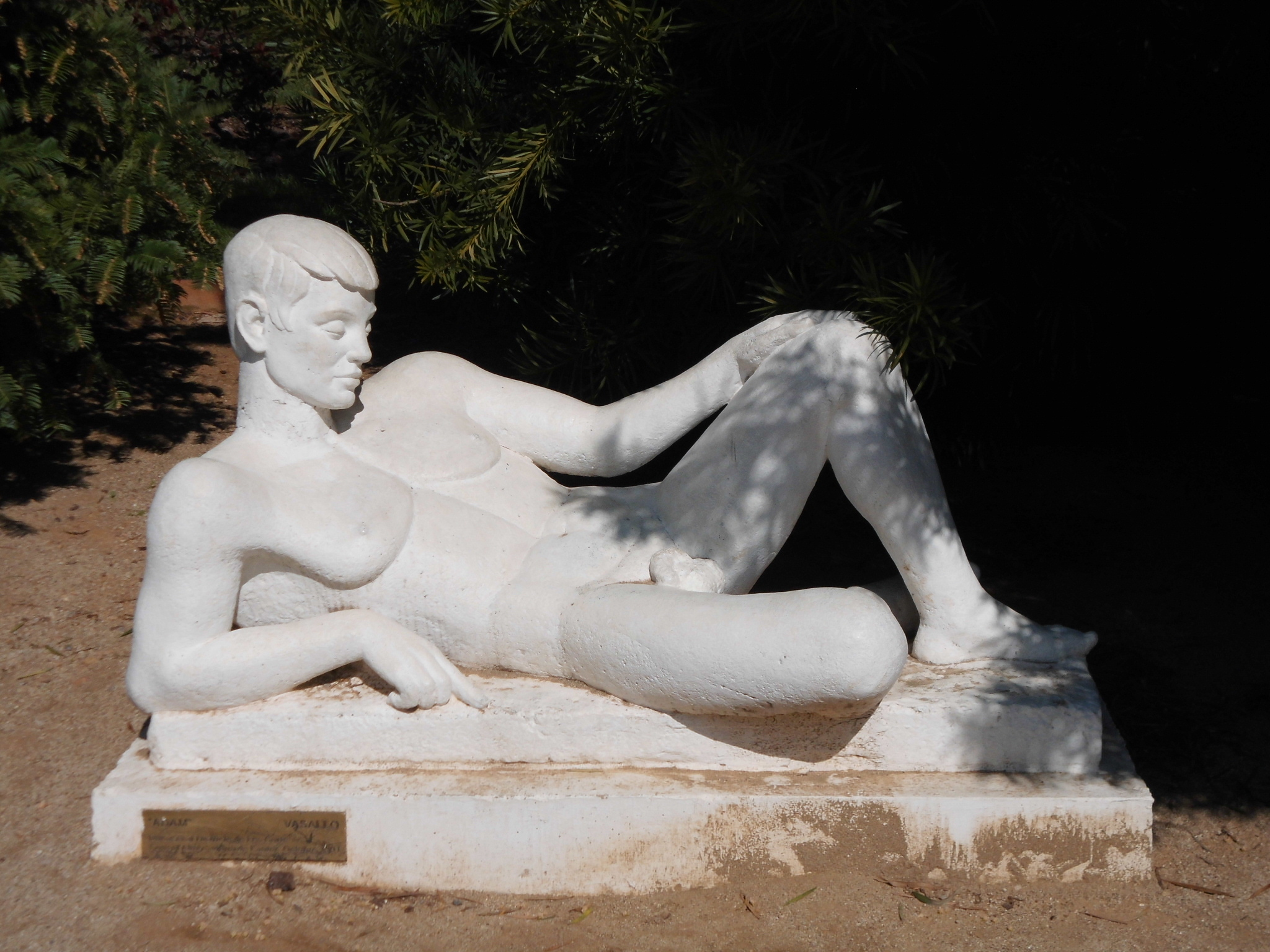
Adán, de Jacinto Bustos Vasallo.
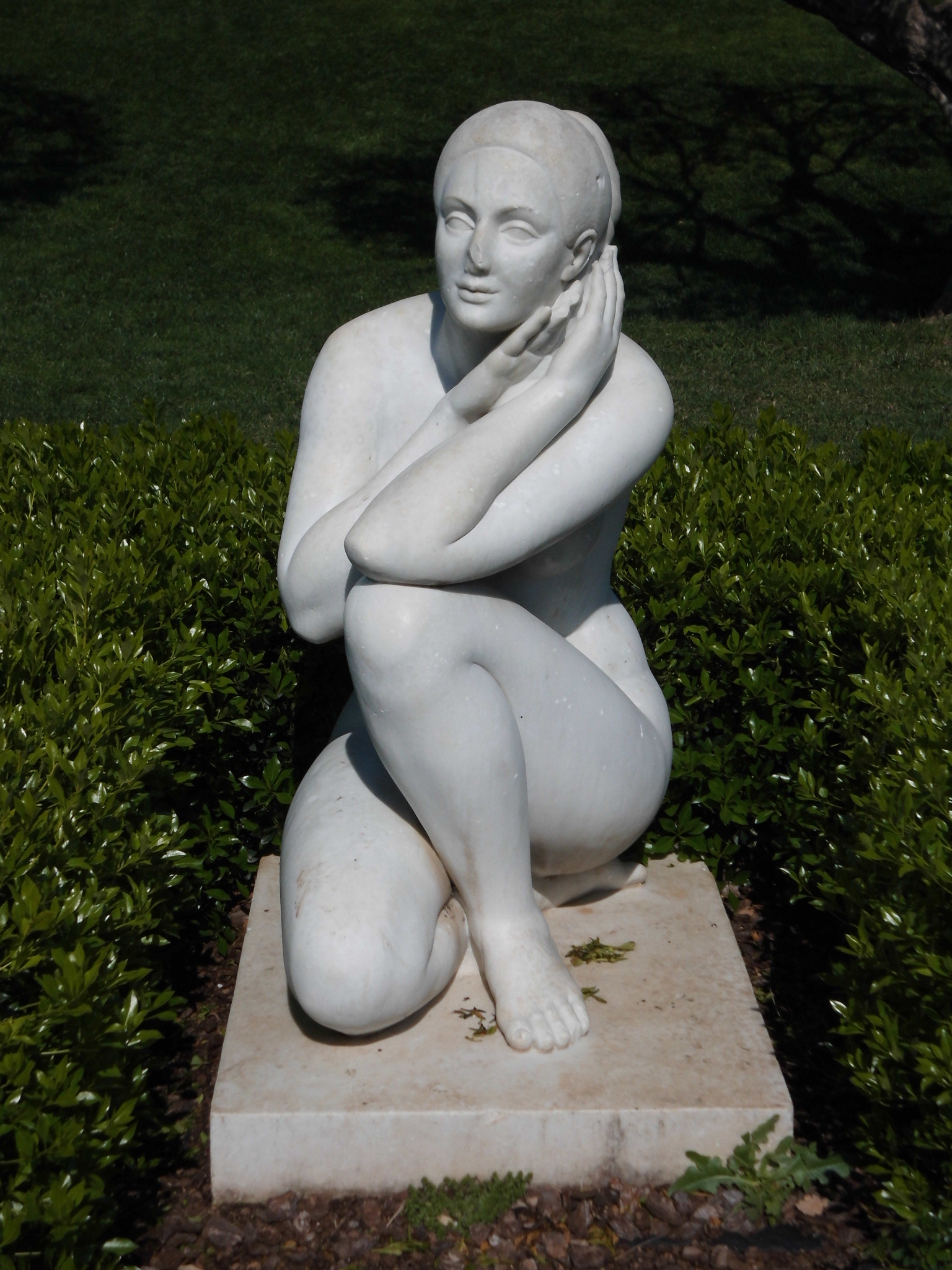
Serenidad, de Eulàlia Fàbregas de Sentmenat.
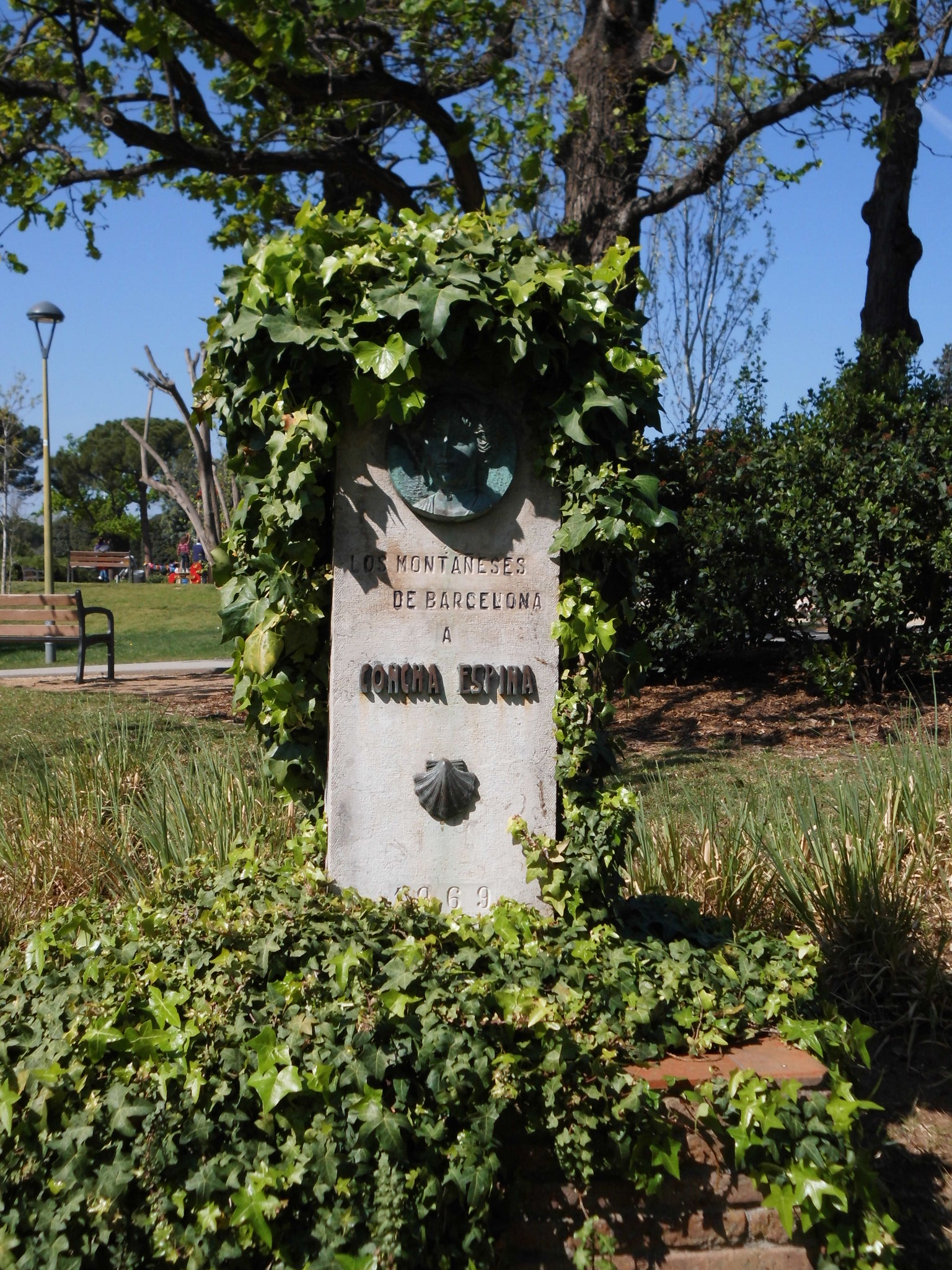
A Concha Espina, de Juan Díaz de la Campa.
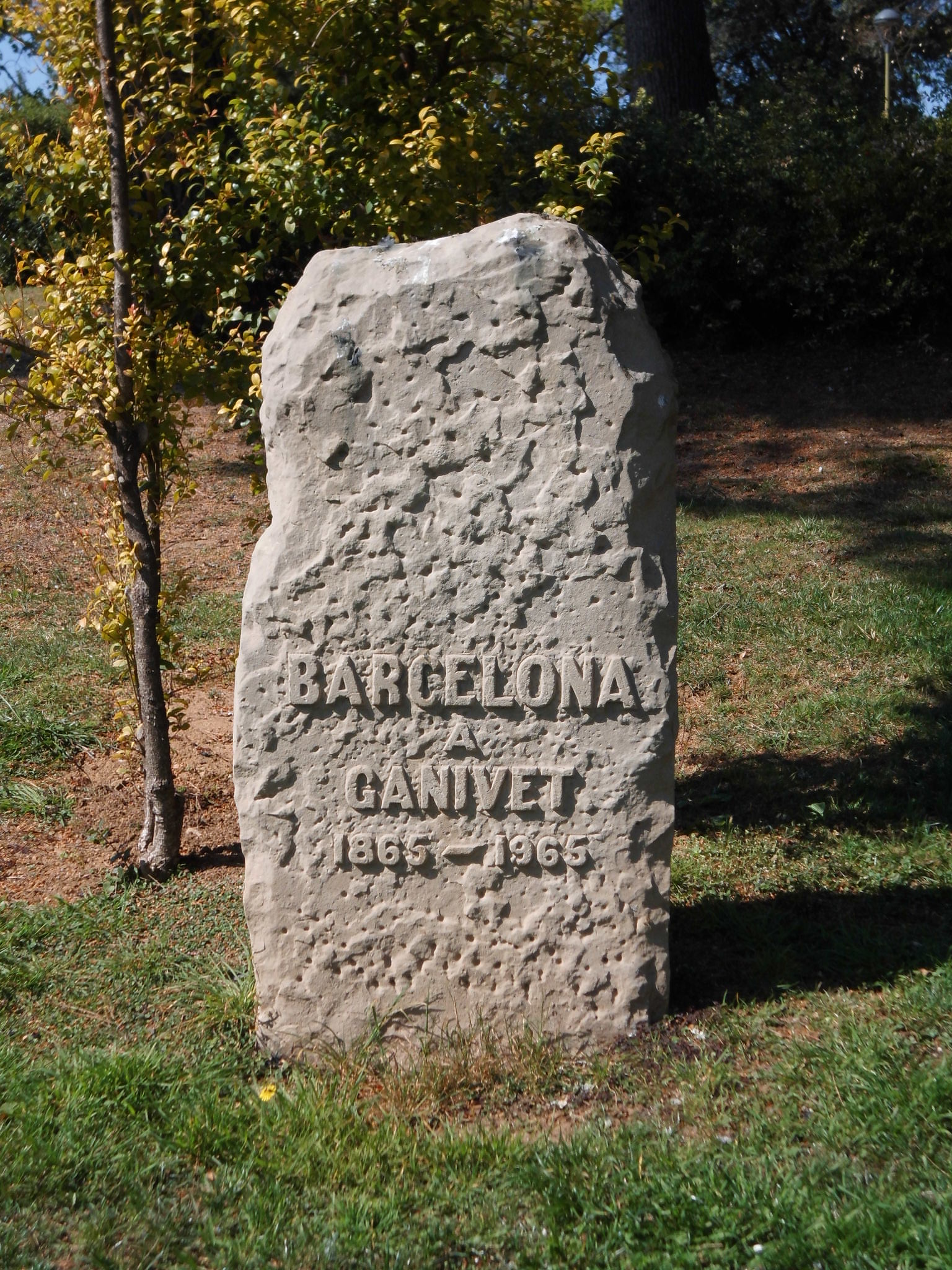
A Ángel Ganivet, de Jaume Monràs.